# The immigrants
The immigrants is het debuutalbum van The Zawinul Syndicate. Die groep is een voortzetting van Weather Reports opvolger Weather Update. Voor de muziek van Zawinul was er geen trendbreuk; hij ging verder op de weg ingeslagen met albums als Dialects, een mengeling van fusion met Aziatische en Afrikaanse ritmes. 
In het jaar van uitgave speelde Zawinul op het North Sea Jazz Festival.

## Musici
- Joe Zawinul – toetsinstrumenten, stem (vocoder)
- Scott Henderson -gitaar
- Abraham Laboriel – basgitaar
- Cornell Rochester – drumstel
- Alex Acuña – drumstel, percussie, stem
- Rudy Regalado – percussie, stem
- Richard Page, Yari More - stem

## Muziek
| Nr. | Titel                                                        | Duur |
| --- | ------------------------------------------------------------ | ---- |
| 1.  | March of the lost children (Zawinul)                         | 4:16 |
| 2.  | Criollo (Zawinul, Regalado)                                  | 4:21 |
| 3.  | Shadow and night (Zawinul, Page, Lang)                       | 5:06 |
| 4.  | King Hip (Zawinul)                                           | 5:04 |
| 5.  | No mercy for me (mercy, mercy, mercy) (Zawinul, D.B. Oliver) | 4:29 |
| 6.  | The devil never sleeps (Zawinul)                             | 5:06 |
| 7.  | You understand (Zawinul)                                     | 4:52 |
| 8.  | From Venice to Vienna (Zawinul)                              | 4:40 |